# Chained to the Rhythm
Chained to the Rhythm – pierwszy singel amerykańskiej piosenkarki Katy Perry, promujący jej piąty album studyjny, zatytułowany Witness. Powstały przy gościnnym udziale jamajskiego piosenkarza Skipiego Marleya. Singel został wydany 10 lutego 2017 roku. Twórcami tekstu utworu są Katy Perry, Max Martin, Sia Furler, Ali Payami oraz Skip Marley, natomiast jego produkcją zajęli się Martin i Payami.
„Chained to the Rhythm” jest utrzymany w stylu muzyki disco i dancehall. Piosenka odniosła sukces komercyjny, stając się czternastym singlem w karierze Perry, który umieszcza w pierwszej dziesiątce listy Billboard Hot 100. Utwór także był notowany w pierwszej piątce międzynarodowych list, w tym w Australii, Belgii, Czechach, Francji, Hiszpanii, Izraelu, Kanadzie, Libanie, Polsce, na Słowacji, w Słowenii, Stanach Zjednoczonych, na Węgrzech i w Wielkiej Brytanii.
Aby promować piosenkę Katy Perry wykonywanała m.in. na 59. ceremonii wręczenia nagród Grammy i Brit Awards 2017. Utwór posiada teledysk, który miał premierę 21 lutego 2017 roku. Reżyserem wideo został Mathew Cullen.

## Promocja
„Chained to the Rhythm” można było odsłuchać przed premierą, odnajdując jedną z dyskotekowych kul, które zostały ukryte w kilkudziesięciu miejscach na całym świecie. Lokalizacje były zaznaczone na mapie w powstałej w tym celu stronie internetowej.

### Występy na żywo
12 lutego 2017 roku, Perry wraz z Marleyem wykonała „Chained to the Rhythm” podczas 59. ceremonii wręczenia nagród Grammy. 22 lutego 2017 roku, utwór został również wykonany na gali Brit Awards 2017. Podczas śpiewania piosenki, na scenie pojawiły się przebrane szkielety. Dziennikarka czasopisma „The Hollywood Reporter”, Meena Jang – zauważyła, że przypominały one Donalda Trumpa i Theresę May oraz nazwała spektakl „polityczną opłatą”. 5 marca singel został zaprezentowany podczas iHeartRadio Music Awards 2017. Utwór został dodany do setlisty podczas trasy koncertowej Witness: The Tour.

## Teledysk
9 lutego 2017 roku ukazało się tzw. „lyric video” („teledysk tekstowy”). Reżyserem lyric video została Aya Tanimura. Wideo ukazuje chomika wewnątrz domu dla lalek, a para ludzkich rąk przygotowuje pokarm dla zwierzątka.
18 lutego 2017 roku, Perry opublikowała zapowiedź teledysku jako jej alter ego – Kathy Beth Terry. Premiera teledysku odbyła się 21 lutego 2017 roku. Reżyserem wideo został Mathew Cullen, który wcześniej pracował z piosenkarką w klipch do piosenek „California Gurls” i „Dark Horse”.

## Lista utworów
- Digital download[14]

1. „Chained to the Rhythm” (featuring Skip Marley) – 3:57

- Digital download (Hot Chip Remix)[15]

1. „Chained to the Rhythm” (Hot Chip Remix) – 5:42

- Digital download (Oliver Heldens Remix)[14]

1. „Chained to the Rhythm” (Oliver Heldens Remix) – 4:37

- Digital download (Lil Yachty Remix)[16]

1. „Chained to the Rhythm” (featuring Lil Yachty) – 4:11

- CD Single[17]

1. „Chained to the Rhythm” (featuring Skip Marley) – 3:58
2. „Chained to the Rhythm” (Instrumental) – 3:57

## Notowania i certyfikaty
| Lista (2017)                                  | Najwyższa pozycja |
| --------------------------------------------- | ----------------- |
| Australia (Top 50 Singles)                    | 4                 |
| Austria (Ö3 Austria Top 40)                   | 7                 |
| Belgia (Ultratop 50 Singles, Flandria)        | 6                 |
| Belgia (Ultratop 50 Singles, Walonia)         | 5                 |
| Czechy (Rádio – Top 100)                      | 2                 |
| Czechy (Singles Digitál – Top 100)            | 6                 |
| Dania (Track Top-40)                          | 10                |
| Finlandia (Suomen virallinen lista – Singlet) | 8                 |
| Francja (Top Singles & Titres)                | 3                 |
| Hiszpania (PROMUSICAE)                        | 4                 |
| Holandia (Dutch Top 40)                       | 6                 |
| Holandia (Dutch Top 100)                      | 14                |
| Irlandia (Singles Chart)                      | 6                 |
| Japonia (Japan Hot 100)                       | 31                |
| Kanada (Billboard Canadian Hot 100)           | 3                 |
| Niemcy (Media Control Charts)                 | 6                 |
| Norwegia (VG-Lista)                           | 8                 |
| Nowa Zelandia (Recorded Music NZ)             | 8                 |
| Polska (AirPlay – Top)                        | 1                 |
| Portugalia (AFP)                              | 16                |
| Słowacja (Rádio – Top 100)                    | 6                 |
| Słowacja (Singles Digitál – Top 100)          | 5                 |
| Stany Zjednoczone (Hot 100)                   | 4                 |
| Szwajcaria (Singles Top 100)                  | 6                 |
| Szwecja (Sverigetopplistan)                   | 9                 |
| Węgry (Rádiós Top 40 játszási lista)          | 1                 |
| Węgry (Single (track) Top 40 lista)           | 5                 |
| Wielka Brytania (UK Singles Chart)            | 5                 |
| Włochy (FIMI)                                 | 10                |

| Lista (2017)                        | Najwyższa pozycja |
| ----------------------------------- | ----------------- |
| Australia (Top 100 Singles)         | 84                |
| Austria (Ö3 Austria Top 40)         | 69                |
| Belgia (Ultratop, Flandria)         | 36                |
| Belgia (Ultratop, Walonia)          | 16                |
| Dania (Track Top-100)               | 77                |
| Holandia (Single Top 100)           | 90                |
| Kanada (Billboard Canadian Hot 100) | 34                |
| Niemcy (Media Control Charts)       | 64                |
| Polska (ZPAV)                       | 5                 |
| Stany Zjednoczone (Hot 100)         | 73                |
| Szwajcaria (Singles Top 100)        | 32                |
| Szwecja (Sverigetopplistan)         | 72                |
| Wielka Brytania (UK Singles Chart)  | 49                |
| Włochy (FIMI)                       | 68                |

| Kraj                         | Certyfikat         | Sprzedaż   |
| ---------------------------- | ------------------ | ---------- |
| Australia (ARIA)             | 2x platynowa płyta | 140 000+   |
| Belgia (BEA)                 | złota płyta        | 10 000+    |
| Brazylia (Pro-Música Brasil) | złota płyta        | 20 000+    |
| Dania (IFPI Danmark)         | platynowa płyta    | 90 000+    |
| Francja (SNEP)               | platynowa płyta    | 133 333+   |
| Hiszpania (Promusicae)       | platynowa płyta    | 40 000+    |
| Kanada (MC)                  | 3× platynowa płyta | 240 000+   |
| Niemcy (BVMI)                | złota płyta        | 200 000+   |
| Norwegia (IFPI Norge)        | 2× platynowa płyta | 120 000+   |
| Nowa Zelandia (RMNZ)         | złota płyta        | 15 000+    |
| Polska (ZPAV)                | platynowa płyta    | 50 000+    |
| Stany Zjednoczone (RIAA)     | 2× platynowa płyta | 2 000 000+ |
| Szwecja (GLF)                | platynowa płyta    | 40 000+    |
| Wielka Brytania (BPI)        | platynowa płyta    | 600 000+   |
| Włochy (FIMI)                | 2× platynowa płyta | 100 000+   |

## Historia wydania
| Region            | Data           | Format                 | Wytwórnia | Źródło |
| ----------------- | -------------- | ---------------------- | --------- | ------ |
| Świat             | 10 lutego 2017 | digital download       | Capitol   | [ 14 ] |
| Stany Zjednoczone | 14 lutego 2017 | Contemporary hit radio | Capitol   | [ 89 ] |